# Bauru
Bauru es un municipio brasileño del Estado de São Paulo.
Ubicado al noroeste de la capital del estado, dista aproximadamente 326 km y ocupa una superficie de 667.684 km². Su población estimada por el IBGE en el Censo de 2022 era de 379.146 habitantes, lo que la convierte en la 18ª más poblada de São Paulo.

## Datos básicos
Fundado en 1896, se encuentra a una altitud media de 526 m, su término municipal cuenta con una extensión de 673,5 km² y en él viven 350.492 habitantes, siendo la densidad demográfica de 465,73 hab/km².

## Clima
El clima de Bauru puede ser clasificado como clima tropical de sabana (Aw), de acuerdo con la clasificación climática de Köppen.

## Universidades
El municipio tiene una gran actividad universitaria. Allí se encuentran:
- Campus de la Universidad de São Paulo, donde funcionan las Facultades de Odontología de Bauru (una de las mejores facultades de Odontología de Brasil y la tercera mejor del mundo)
- Facultades Integradas de Bauru (FIB)
- Instituição Toledo de Ensino (ITE)
- Universidad do Sagrado Coração - USC
- Universidad Estatal Paulista - UNESP
- Universidade Paulista (UNIP)

## Hijos ilustres
En esta ciudad nació el teniente-coronel Marcos Pontes, el primer brasileño, y portugués parlante, en ir al espacio.
El locutor de radio Casimiro Pinto Neto, oriundo de la ciudad, inventó un sándwich de carne vacuna llamado Bauru, muy popular en todo el país.
Edson Arantes do Nascimiento, Pelé. Si bien no nació en Bauru, su nombre siempre estará asociado a la ciudad puesto que el Bauru Atlético Club, fue el primer club donde jugó el mítico futbolista.
Francisco Guedes Bombini, Super Chico.

## Historia
Aproximadamente en 1850, se produce una nueva ocupación y colonización de tierras, exploradores paulistas y mineros comienzan a explorar una vasta región situada entre la Sierra de Botucatu, río Tiete, río Paranapanema y río Paraná, que estaban habitados por grupos indígenas, los káingang.
En 1856 Felícissimo Antonio Pereira, llegado de Minas Gerais, adquire tierras y se establece cerca del actual centro de Bauru (en la Hacienda de las Flores). En años posteriores, en 1884, dicha hacienda (también llamada Campos Nuevos de Bauru) sería segregada para la formación de San Sebastián de Bauru.
La zona prospera, a pesar del ataque de los nativos Kaingang y del aislamiento del resto del Estado, convirtiéndose en un distrito de Pederneiras en 1888. La llegada de inmigrantes del este paulista y de Minas Gerais llevó a la emancipación de la ciudad el 1 de agosto de 1896.
El nuevo municipio vive del cultivo del café, a pesar de tener tierras menos productivas y fértiles que el resto del Estado, así en 1906 es escogido como punto de partida de la línea férrea Noroeste de Brasil, uniendo la ciudad de Corumbá y Bolivia.
Durante la primera mitad del siglo XX Bauru se convierte en el principal núcleo económico de una extensa región.
Bauru recibe en las primeras décadas del siglo XX inmigrantes de varias partes del mundo, destacando a los italianos, españoles, portugueses y japoneses. La creación de la línea férrea atrajo a inmigranes sirios, libaneses, alemanes, franceses, chinos y judíos de diversas nacionalidades. Más recientemente ha pasado a recibir bolivianos, argentinos, chilenos, palestinos y norteamericanos, convirtiéndose en una de las ciudades más cosmopolitas del interior paulista.

## Geografía
La superficie del municipio, según el Instituto Brasileño de Geografía y Estadística, es de 667.684 km². Se ubica a 22º18′54” de latitud sur y 49º03′39” de longitud oeste, a 326 kilómetros al noroeste de la capital, São Paulo. Limita con: Reginópolis (al norte); Arealva (al noreste); Pederneiras (al este); Piratininga (al sur); Agudos (al sureste); y Avaí (al oeste).